# Special Olympics El Salvador
Special Olympics El Salvador (englisch: Special Olympics El Salvador) ist der salvadorianische Verband von Special Olympics International. Sein Ziel ist die Förderung von Sport für Menschen mit geistiger Beeinträchtigung und die Sensibilisierung der Gesellschaft für diese Mitmenschen. Außerdem betreut er die salvadorianischen Athletinnen und Athleten bei den Special Olympics Wettkämpfen.

## Geschichte
Special Olympics El Salvador wurde mit Sitz in San Salvador gegründet.

## Aktivitäten
2015 waren 5.586 Athletinnen, Athleten und Unified Partner sowie 622 Trainer bei Special Olympics El Salvador registriert.
Der Verband nahm 2016 an den Programmen Athlete Leadership, Young Athletes, Motor Activities Training Program (MATP), Volunteer Program, Family Support Network und Unified Sports teil, die von Special Olympics International ins Leben gerufen worden waren.

### Sportarten
Folgende Sportarten wurden 2016 vom Verband angeboten: 
- Badminton (Special Olympics)
- Boccia (Special Olympics)
- Bowling (Special Olympics)
- Freiwasserschwimmen
- Fußball (Special Olympics)
- Judo
- Kraftdreikampf (Special Olympics)
- Leichtathletik (Special Olympics)
- Reiten (Special Olympics)
- Rhythmische Sportgymnastik (Special Olympics)
- Rugby
- Schneeschuhlaufen (Special Olympics)
- Schwimmen (Special Olympics)
- Tennis (Special Olympics)
- Tischtennis (Special Olympics)
- Turnen (Special Olympics)

### Teilnahme an Weltspielen vor 2020
(Quelle: )
- 2011 Special Olympics World Summer Games, Athen
- 2013 Special Olympics World Winter Games, PyeongChang, Südkorea
- 2015 Special Olympics World Summer Games, Los Angeles, USA (23 Athletinnen und Athleten)
- 2019 Special Olympics World Summer Games, Abu Dhabi, Vereinigte Arabische Emirate (4 Athletinnen und Athleten)[2]

### Teilnahme an den Special Olympics World Summer Games 2023 in Berlin
Special Olympics El Salvador nahm an den Special Olympics World Summer Games 2023 teil. Die Delegation wurde vor den Spielen im Rahmen des Host Town Program von Straubing betreut und bestand aus 29 Personen. Das Team gewann bei diesen Weltspielen 7 Gold-, 15 Silber- und 11 Bronzemedaillen.